# William Claxton
William Claxton (ur. 12 października 1927 w Pasadenie, zm. 11 października 2008 w Los Angeles) – amerykański fotografik.
Największą sławę przyniosły mu zdjęcia Cheta Bakera, które zdobią wiele okładek płyt muzyka. Był również autorem zdjęć innych znanych osób, wśród nich Steve'a McQueena, Stinga czy Diany Ross.
W 1960 poślubił modelkę Peggy Moffitt, w 1973 urodził się ich syn – Christopher M. Claxton.
William Claxton zmarł w związku z niewydolnością serca 11 października 2008, dzień przed swoimi 81. urodzinami.